# Gieysztoria infundibuliformis
Gieysztoria infundibuliformis är en plattmaskart som först beskrevs av Fuhrmann 1894.  Gieysztoria infundibuliformis ingår i släktet Gieysztoria, och familjen Dalyelliidae. Arten är reproducerande i Sverige.